# Gustav Frenssen

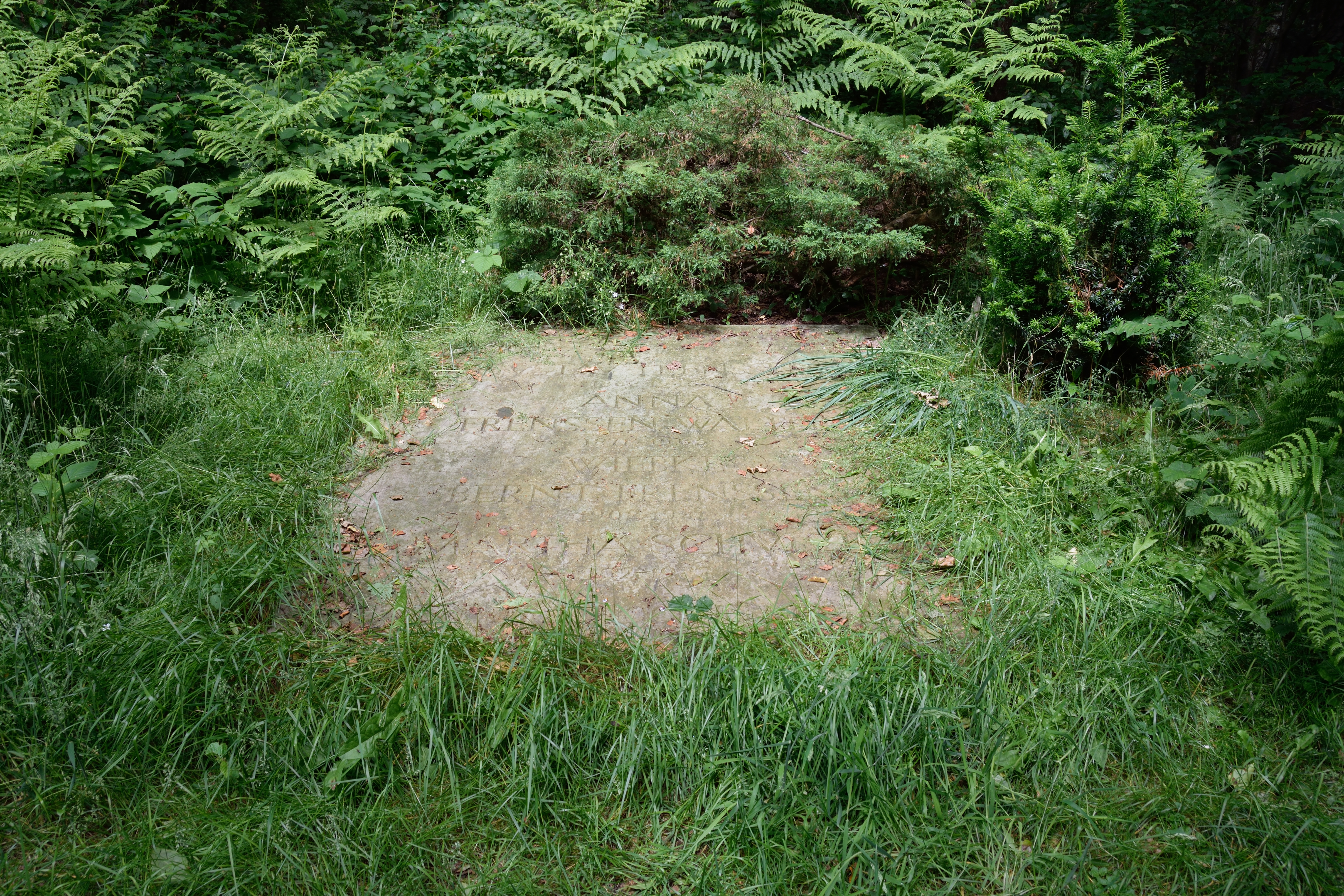
Frenssens grav i Wodansberg

Gustav Frenssen, född 19 oktober 1863, död 11 april 1945, var en tysk författare.

## Liv och verk
Frenssen stammade från Dithmarschen och var präst i Hemme, Norderdithmarschen 1890-1902, då han tog avsked för att helt ägna sig åt sitt författarskap. Frenssens första romaner, Die Sandgräfin (1896) och Die drei Getreuen (1898) var mindre betydande.
Hans stora genombrott kom med Jörn Uhl (1901, svensk översättning 1903), där han fullt ut utvecklat sin egen stil. Denna hembygdsroman fick en stor spridning och översattes flitigt till andra språk. Den var en av de mer betydande romanerna inom Heimatkunst.
Nästan lika stort uppseende väckte Hilligenlei (1906), vars avslutning ger en framställning av Jesu liv, präglad av Frenssens religiöst frisinnade åskådning. 
Bland hans övriga verk märks Peter Moors Fahrt nach Südwest (1907), Klaus Hinrich Bass (1909), Sönke Erichsen (1912), Die Brüder (1918), Der Pastor von Poggsee (1921), Lütte Witt (1924), samt Otta Babendick (1926). Stark opposition väckte hans hexameterepos Bismarck (1914) på grund av dess realistiska uppfattning av hjälten. Över huvud taget gav Frenssen gärna sina romaner en etisk tendens, ofta på konstnärlighetens bekostnad. De flesta av hans mest kända verk finns översatta till svenska.
I augusti 1934 publicerades ett upprop formulerat av Joseph Goebbels i NSDAP:s partiorgan Völkischer Beobachter. I korthet handlade detta om att offentligt visa Führern sin trohet. Det var undertecknat av namnkunniga författare, bildkonstnärer, konsthistoriker, arkitekter, skådespelare, musiker och tonsättare. Bland dem fanns Gustav Frenssen.
Mot slutet av andra världskriget återfanns Gustav Frenssen på propagandaministeriets lista över "gudabenådade" kulturskapare, den så kallade Gottbegnadeten-Liste, vilket skänkte honom ett extra skydd av staten och befriade honom från allt deltagande i militär verksamhet.

## Böcker översatta till svenska
- De tre (Die drei Getreuen) (översättning G...e (dvs. Anna Frunck), Bille, 1903)
- Sandgrefvinnan (Die Sandgräfin) (översättning G...e, Bille, 1903)
- Jörn Uhl (Jörn Uhl) (anonym översättning, Bonnier, 1903). Ny översättning av Hugo Hultenberg, Nordiska förlaget, 1915; ny översättning av Svante B. T. Danielsson, Baltiska förlaget, 1928
- Bypredikningar (Dorfpredigten) (översättning Karin Rosin, Bonnier, 1904)
- Hilligenlei (Hilligenlei) (öfversättning af G...e, Bille, 1906). Ny översättning av Einar Andersson, Baltiska förlaget, 1927-1928
- Peter Moors färd till Sydvästafrika: berättelse om ett fälttåg (Peter Moors Fahrt nach Südwest) (öfversättning af G...e, Bille, 1907). Ny översättning av O. S-n, B. Wahlström, 1918, med titeln Peter Moors färd till sydväst: äventyrsberättelse för ungdom
- Jesu lif (öfversättning af G...e, Bille, 1907)
- Klaus Hinrich Baas (Klaus Hinrich Baas) (öfversättning af G...e, Bille, 1910)
- Anna Hollmans undergång (översättning Ernst Lundquist, Bonnier, 1915)
- Bröderna (Die Brüder) (översättning Axel Nihlén, Lindblad, 1918)
- Brev från Amerika (anonym översättning?, Bonnier, 1924)
- Den nordiska tron: ett religiöst problem (Der Glaube der Nordmark) (översättning Annie Åkerhielm, Natur och kultur, 1936)
- Geert Brügge: drama (översättning för radio Stig Torsslow, Radiotjänst, 1936)